# سیارک ۲۳۷۵۵
سیارک ۲۳۷۵۵ (به انگلیسی: 23755 Sergiolozano، نامگذاری:1998KY46) بیست و سه هزار و هفتصد و پنجاه و پنجمین سیارک کشف شده‌است که در ۲۲ مه ۱۹۹۸ کشف شد.
قدر مطلق سیارک برابر ۱۱.۲ است.